# Márta Antal
Márta Antal   (Debrecen, 14 de febrer de 1937 - Budapest, 5 de juny de 2017), coneguda també amb el nom de casada Márta Rudas o Márta Antal-Rudas, fou una atleta hongaresa, especialista en el llançament de javelina, que va competir entre les dècades de 1950 i 1970.
Durant la seva carrera esportiva va prendre part en tres edicions dels Jocs Olímpics d'Estiu: el 1960, 1964 i 1968, sempre disputant la prova del llançament de javelina del programa d'atletisme. Fou novena als Jocs de Roma de 1960, guanyà la medalla de plata als Tòquio de 1964 i fou quarta als de Ciutat de Mèxic de 1968.
Disputà tres edicions dels Campionat d'Europa d'atletisme, el 1962, 1966 i 1971. En el seu palmarès també destaquen cinc campionats nacionals de llançament de javelina (1960, 1961, 196, 1964 i 1965).
Es casà amb el futbolista Ferenc Rudas.

## Millors marques
- Llançament de javelina. 58.36 metres (1965)[2][3]